# Tornerose
Johan Halvorsen schreef (minstens) drie stukken voor een toneelvoorstelling van Tornerose rond 1899 in Bergen. Van de muziek zijn drie stukken bekend aan de hand van de lijst van optredens van Halvorsen. Er is echter niets van de werken teruggevonden.
De drie stukken:
1. Lied van Doornroosje (Tornerose sång; eerste uitvoering 4 mei 1899)
2. In het bos  (I Skoven: eerste uitvoering 18 maart 1899)
3. Feestmars (Festmarsch; eerste uitvoering 4 mei 1899)

In 1913 schreef Halvorsen opnieuw muziek voor Doornroosje, toen in een versie van Zacharias Topelius met Hans Wiers-Jenssen, toen in Oslo. Hij schreef er muziek (in de catalogus Tornerose II genoemd) bij, maar dat kwam niet verder dan een manuscript. Na 30 voorstellingen verdween die muziek in de la. De uitvoeringen in 1913 werden omlijst met muziek van Léo Delibes, Felix Mendelssohn Bartholdy (Lied ohne Worte) en Adolphe Sellenick (Marche Indienne).   